# Helena Soukupová
Helena Soukupová, roz. Benáková (* 12. dubna 1946 Praha) je česká historička umění se zaměřením na architekturu raného středověku, zvláště žebravých řádů ve 13. a 14. století, a její přesahy do kulturní historie. Působila také jako vysokoškolská pedagožka a odborná konzultantka.

## Život
Po maturitě na Střední uměleckoprůmyslové škole v Praze na Žižkově, obor užitá a propagační grafika (1963–1967), studovala v letech 1968–1974 na Filozofické fakultě Univerzity Karlovy v Praze, obor dějiny umění (profesoři Jaroslav Pešina, Jaromír Homolka, Petr Wittlich) a klasická archeologie (profesoři Jiří Frel, Jan Bouzek). Zásadně ji ovlivnily přednášky Václava Mencla na Filmové fakultě. Studium ukončila roku 1974 diplomovou prací Architektura žebravých řádů v Čechách a na Moravě do konce první třetiny 14. století, která byla uznána jako disertační (titul PhDr.)
V letech 1975–1976 pracovala jako odborná asistentka v Národním muzeu v Praze, získala registraci v sekci teoretiků při ČFVU (1976–1990) a uskutečnila řadu stavebně historických průzkumů (hrad Jenštejn, zámek Lemberk, hrad Houska, zámek Nepomyšl). Od roku 1982 pracovala na obsáhlé monografii o Anežském klášteře v Praze a průběžně publikovala dílčí výsledky svého bádání.
Od roku 1990 pedagogicky působila jako asistentka na Katedře dějin umění a estetiky VŠUP v Praze (1990–2003), kde přednášela dějiny umění od starověku do konce středověku. V roce 1997 obhájila na FFUK v Praze habilitační práci Anežský klášter v Praze a získala titul docentka pro obor dějiny umění. V letech 1997–2000, kdy zastávala funkci studijní prorektorky VŠUP, zpracovala Studijní program, doktorské studium na VŠUP, evaluaci VŠUP, periodikum Umprumnet a organizovala studijní cesty včetně katalogů. Od roku 2003 samostatně vědecky působí v Praze.
V letech 1990-1997 byla členkou Pražského grémia pro ochranu a rozvoj kulturního prostoru hlavního města, v letech 2000-2004 členkou poroty Bestia triumphans, roku 2000 odbornou poradkyní pořadu Deset století architektury České televize.

### Ocenění
- 1989 – 1. cena v soutěži Nejkrásnější kniha roku za monografii Anežský klášter v Praze
- 2005 – Pamětní medaile za působení na Vysoké škole uměleckoprůmyslové v Praze
- 2011 – Výroční cena Nakladatelství Vyšehrad za rok 2011 za původní práci Anežský klášter v Praze
- 2015 – Zlatá svatovojtěšská medaile od pražského arcibiskupa Dominika kardinála Duky, OP, za bádání a dílo o sv. Anežce České

## Dílo
Téma disertační práce ovlivnilo zájem Heleny Soukupové o architekturu mendikantů, zvláště o klášter sv. Anežky. Kombinací různých pramenů se autorce podařilo určit řadu zásadních zjištění (Anežčinu soukromou oratoř, její dobovou podobiznu, původní hrob) a interpretovat hlavní svatyni Salvátora jako pohřebiště Přemyslovců, vybavené řadou rukopisů a relikviářů. Monografie Anežský klášter v Praze vyšla roku 1989 a získala 1. místo v soutěži Nejkrásnější kniha roku. V roce 2011 vyšlo její druhé rozšířené vydání. V témž roce se autorka podílela na přípravě výstavy a katalogu k osmistému výročí Anežčina narození – Svatá Anežka Česká, princezna a řeholnice.
Na práci navázala v roce 2015 monografie Svatá Anežka Česká – život a legenda. V ní přiblížila Anežčino mnohovrstevné dílo včetně založení špitálu, a poté se věnovala jejímu druhému životu, obsaženému v legendě. Určila pisatele první žádosti o Anežčinu kanonizaci (bratra Mikuláše z Moravy) a všechny varianty Anežčiny legendy z období středověku, renesance a baroka. Na závěr zařadila kapitoly o Anežčině blahořečení a svatořečení. Za díla o sv. Anežce získala r. 2015 zlatou svatovojtěšskou medaili od pražského arcibiskupa.
Kromě Anežčina kláštera publikovala práce o klášterech minoritů a klarisek ve Znojmě a v Opavě (1976), o klášteře klarisek v Olomouci (2010) a o sdruženém klášteře minoritů a klarisek v Českém Krumlově (1999, 2000). Dále publikovala články o klášteře cisterciaček v Tišnově (2004) a o pražském klášteře cyriaků, kde určila dosud neznámou iluminátorskou dílnu (2007, 2009)
Zvláštní pozornost věnovala problematice Vyšehradu: určila polohu původní akropole s kostelem sv. Klimenta (hypotézu potvrdil nález velké centrály), nově interpretovala kostel sv. Vavřince a upřesnila podobu kostela sv. Petra a Pavla včetně polohy oltáře apoštola Petra (2005, 2007, 2012). Podařilo se jí určit donátora jednoho z nejskvělejších rukopisů 14. století původem z Vyšehradu – Antifonáře z Vorau, jímž byl vyšehradský probošt Jan (2015).
Průběžně věnovala pozornost novým objevům v krumlovském klášteře (2015, 2017) a pro Anežský klášter připravila výstavu tamního lapidária a nového průvodce (2016). Edičně připravuje komentované vydání souborného díla Václava Mencla, Dějiny evropské architektury, jež zahrnuje období od starověkých kultur do počátku 20. století.